# Bosse Andersson (fotbollsspelare)
För andra betydelser, se Bo Andersson.
Bo Magnus "Bosse" Andersson, född 26 augusti 1968 i Rö församling i Stockholms län, är sedan 2013 sportchef i Djurgårdens IF samt även en medieprofil och före detta fotbollsspelare som spelade som central anfallare för bland annat Djurgårdens IF, portugisiska SC Braga och AIK. Efter att spelarkarriären tog slut 1997 fortsatte han som ledare i Djurgården, först mellan 1998 och 2008 innan han återvände 2013.

## Biografi
Bosse Andersson är uppvuxen i Rö utanför Rimbo, där familjen hade en ICA-affär. Han började spela för Rö IK, med fotbollsplanen på andra sidan landsvägen. Därefter spelade han för BK Vargarna i Norrtälje innan han kom till Djurgården via Väsby IK, AIK och Vasalund IF. Han gjorde allsvensk debut med AIK 19 april 1990 när han blev inbytt i 87:e minuten mot Halmstads BK. Den 13 maj samma år gjorde han sitt första allsvenska mål i en bortamatch mot Malmö FF, vilket också blev segermålet.
Efter två säsonger i Vasalund värvades han av Djurgården, då i division 1 Norra. I premiären för sin nya klubb gjorde han fyra mål, totalt blev det 24 mål på 25 matcher och avancemang till Allsvenskan. Första året gick bra och han blev under vintern utlånad till portugisiska Braga som ville behålla honom, men han valde att återvända till Djurgården inför hemmapremiären 1996, och gjorde mål direkt. Inför säsongen 1997 provspelade han för österrikiska Admira Wacker men valde återigen att fortsätta i Djurgården. Det blev hans sista säsong och under vintern valde han att lägga av på grund av en efterhängsen knäskada, men Djurgården ville ha kvar honom i föreningen och först blev han suppleant i styrelsen men även kanslichef. Inför 1999 fick han titeln klubbdirektör och under säsongen 1999 fick han även ett större ansvar för förhandlingar och avtal rörande spelartruppen.
Vid en presskonferens 26 november 2008 meddelade Andersson att han skulle lämna Djurgården efter säsongen 2008. Sista åtagandena blev ett fåtal spelarförsäljningar. Mellan 2011 och 2013 var han knuten till företaget Club Consulting.
Den 13 november 2013 informerade Djurgården fotboll om att Andersson skulle komma tillbaka som sportchef. Ett kontrakt på tre år skrevs då. Säsongen 2025 är han kvar i denna funktion.
Åren 1991–1999 arbetade han även halvtid som polis vid sidan av fotbollen, och parallellt med arbetet som klubbdirektör var han delägare i Lidö krog i Stockholms skärgård.

## Meriter

### Som spelare
- Vann Djurgårdens interna skytteliga 1994 och 1995
- Vann Division 1 Norras skytteliga 1993 och 1994
- Finalist i Svenska Cupen 1991 med AIK

### Som ledare
- SM-guld 2002, 2003, 2005, 2019
- Svenska cupen 2002, 2004, 2005, 2018

## Personligt
Bosse Anderssons son David Andersson är målvakt i IFK Norrköping.

## Statistik
| Klubb          | Säsong         | Liga                      | Liga    | Liga | Nationell cup | Nationell cup | Internationell cup | Internationell cup | Totalt  | Totalt |
| Klubb          | Säsong         | Division                  | Matcher | Mål  | Matcher       | Mål           | Matcher            | Mål                | Matcher | Mål    |
| -------------- | -------------- | ------------------------- | ------- | ---- | ------------- | ------------- | ------------------ | ------------------ | ------- | ------ |
| BK Vargarna    | 1988           | Division 3 Norra Svealand | 19      | 11   | ?             | ?             | —                  | —                  | 19      | 11     |
| BK Vargarna    | Totalt         | Totalt                    | 19      | 11   | ?             | ?             | —                  | —                  | 19      | 11     |
| Väsby IK       | 1989           | Division 1 Norra          | 17      | 5    | ?             | ?             | —                  | —                  | 17      | 5      |
| Väsby IK       | Totalt         | Totalt                    | 17      | 5    | ?             | ?             | —                  | —                  | 17      | 5      |
| AIK            | 1990           | Allsvenskan               | 17      | 5    | ?             | 2             | —                  | —                  | 17      | 7      |
| AIK            | 1991           | Allsvenskan               | 23      | 3    | ?             | ?             | —                  | —                  | 23      | 3      |
| AIK            | Totalt         | Totalt                    | 40      | 8    | ?             | 2             | —                  | —                  | 40      | 10     |
| Vasalunds IF   | 1992           | Division 1 Norra          | ?       | 18   | ?             | ?             | —                  | —                  | ?       | 18     |
| Vasalunds IF   | 1993           | Division 1 Norra          | ?       | 19   | ?             | ?             | —                  | —                  | ?       | 19     |
| Vasalunds IF   | Totalt         | Totalt                    | ?       | 37   | ?             | ?             | —                  | —                  | ?       | 37     |
| Djurgårdens IF | 1994           | Division 1 Norra          | 25      | 24   | ?             | 2             | —                  | —                  | 25      | 26     |
| Djurgårdens IF | 1995           | Allsvenskan               | 22      | 11   | ?             | 4             | —                  | —                  | 22      | 15     |
| Djurgårdens IF | 1996           | Allsvenskan               | 19      | 4    | ?             | 0             | 2                  | 2                  | 21      | 6      |
| Djurgårdens IF | 1997           | Division 1 Norra          | 20      | 2    | ?             | 3             | —                  | —                  | 20      | 5      |
| Djurgårdens IF | Totalt         | Totalt                    | 86      | 41   | ?             | 9             | 2                  | 2                  | 88      | 52     |
| SC Braga (lån) | 1995/96        | Primeira Liga             | 16      | 4    | 1             | 0             | —                  | —                  | 17      | 4      |
| SC Braga (lån) | Totalt         | Totalt                    | 16      | 4    | 1             | 0             | —                  | —                  | 17      | 4      |
| Hela karriären | Hela karriären | Hela karriären            | 178     | 106  | ?             | 11            | 2                  | 2                  | 180     | 119    |